# Alf Lie
Alf Lie (Bergen, 10 d'abril de 1887 – Bergen, 22 de març de 1969) va ser un gimnasta artístic noruec que va competir a començaments del segle xx. Era germà del també gimnasta Rolf Lie.
El 1912 va prendre part en els Jocs Olímpics d'Estocolm, on va guanyar la medalla d'or en el concurs per equips, sistema lliure del programa de gimnàstica.